# 숴저우시
숴저우(삭주, 중국어: 朔州, 병음: Shuòzhōu)은 중국 산시성의 서북부에 위치 있다. 산시 성 직하에 지급시중 하나이고 면적은 10,662km2, 총인구는 154만명이다. 펀허의 상류에 위치하고 시 중심은 숴청구이다.

## 지리
산시 성 서북부에 위치하고 있으며 다퉁시, 신저우시, 내몽골 자치구에 접한다. 위안쯔허와 후이허가 합류해 쌍첸허가 되어 허베이 방면으로 흐르고 있다.

## 기후
연강수량은 425mm이고 연평균 기온은 7.9 °C이다.
| 숴저우시의 기후                                               | 숴저우시의 기후 | 숴저우시의 기후 | 숴저우시의 기후 | 숴저우시의 기후 | 숴저우시의 기후 | 숴저우시의 기후 | 숴저우시의 기후 | 숴저우시의 기후 | 숴저우시의 기후 | 숴저우시의 기후 | 숴저우시의 기후 | 숴저우시의 기후 | 숴저우시의 기후 |
| 월                                                            | 1월             | 2월             | 3월             | 4월             | 5월             | 6월             | 7월             | 8월             | 9월             | 10월            | 11월            | 12월            | 연간            |
| ------------------------------------------------------------- | --------------- | --------------- | --------------- | --------------- | --------------- | --------------- | --------------- | --------------- | --------------- | --------------- | --------------- | --------------- | --------------- |
| 역대 최고 기온 °C (°F)                                        | 10.8 (51.4)     | 19.5 (67.1)     | 26.0 (78.8)     | 36.0 (96.8)     | 35.6 (96.1)     | 39.3 (102.7)    | 35.8 (96.4)     | 34.2 (93.6)     | 35.1 (95.2)     | 29.0 (84.2)     | 22.4 (72.3)     | 14.7 (58.5)     | 39.3 (102.7)    |
| 일평균 최고 기온 °C (°F)                                      | −1.1 (30.0)     | 3.6 (38.5)      | 10.3 (50.5)     | 18.2 (64.8)     | 23.9 (75.0)     | 27.7 (81.9)     | 28.7 (83.7)     | 26.9 (80.4)     | 22.6 (72.7)     | 16.0 (60.8)     | 7.7 (45.9)      | 0.6 (33.1)      | 15.4 (59.8)     |
| 일일 평균 기온 °C (°F)                                        | −9.5 (14.9)     | −5.0 (23.0)     | 2.3 (36.1)      | 10.3 (50.5)     | 16.8 (62.2)     | 20.8 (69.4)     | 22.4 (72.3)     | 20.5 (68.9)     | 15.1 (59.2)     | 8.1 (46.6)      | 0.0 (32.0)      | −7.2 (19.0)     | 7.9 (46.2)      |
| 일평균 최저 기온 °C (°F)                                      | −16.1 (3.0)     | −12.0 (10.4)    | −5.0 (23.0)     | 2.3 (36.1)      | 8.5 (47.3)      | 13.4 (56.1)     | 16.3 (61.3)     | 14.5 (58.1)     | 8.7 (47.7)      | 1.5 (34.7)      | −6.1 (21.0)     | −13.3 (8.1)     | 1.1 (33.9)      |
| 역대 최저 기온 °C (°F)                                        | −31.5 (−24.7)   | −28.3 (−18.9)   | −21.9 (−7.4)    | −11.1 (12.0)    | −4.3 (24.3)     | 2.1 (35.8)      | 5.7 (42.3)      | 4.2 (39.6)      | −4.2 (24.4)     | −10.4 (13.3)    | −26.2 (−15.2)   | −32.0 (−25.6)   | −32.0 (−25.6)   |
| 평균 강수량 mm (인치)                                         | 1.6 (0.06)      | 3.2 (0.13)      | 8.0 (0.31)      | 20.8 (0.82)     | 32.4 (1.28)     | 60.4 (2.38)     | 113.3 (4.46)    | 89.1 (3.51)     | 60.5 (2.38)     | 24.3 (0.96)     | 10.0 (0.39)     | 1.9 (0.07)      | 425.5 (16.75)   |
| 평균 강수일수 (≥ 0.1 mm)                                      | 1.7             | 2.4             | 3.5             | 4.9             | 6.7             | 10.5            | 12.9            | 11.9            | 9.5             | 5.9             | 3.2             | 1.9             | 75              |
| 평균 강설일수                                                 | 2.9             | 4.1             | 3.4             | 1.3             | 0.1             | 0               | 0               | 0               | 0               | 0.4             | 2.9             | 3.0             | 18.1            |
| 평균 상대 습도 (%)                                            | 51              | 46              | 41              | 39              | 40              | 51              | 65              | 70              | 66              | 60              | 54              | 52              | 53              |
| 평균 월간 일조시간                                            | 182.4           | 183.9           | 220.2           | 237.2           | 255.3           | 228.2           | 222.6           | 215.8           | 200.0           | 213.7           | 187.8           | 177.5           | 2,524.6         |
| 가능 일조율                                                   | 60              | 60              | 59              | 59              | 57              | 51              | 50              | 52              | 54              | 63              | 63              | 61              | 57              |
| 출처: 중국기상국 (평년값: 1991년~2020년, 극값: 1981년~2010년) |                 |                 |                 |                 |                 |                 |                 |                 |                 |                 |                 |                 |                 |

## 역사
춘추시대 이전에 삭주는 북적의 활동 영역이었고 전국시대에 조나라의 판도에 들어갔다. 진나라에 의해 안문군이 설치되었고 한나라 초기에 마읍현, 중릉현, 극양현, 영관현, 왕도현, 날현, 누번현, 선무현의 8현이 설치되어 안문군(雁門郡)에 속했다. 후한 말의 전란기에 삭주에서 농민의 도망자가 잇따라 이러한 현들은 인구가 희박해져 명목적인 존재가 되었다.
진대되면서 황폐한 삭주 부흥을 목적으로 욕령(현재의 옌먼 관) 이북으로 이민을 장려했다. 이것 때문에 인구가 증가했고 북위가 산시 성에 도읍을 정하면서 삭주에는 상건군(산인현 동부), 번치군(잉현 동부), 마읍군의 3군이 설치되었다.
621년, 당나라는 마읍군(馬邑郡)을 삭주로 개칭하여 현재의 지명이 사서에 등장하게 되었다. 그러나 742년 다시 마읍군으로 개명되었다.
후진 때인 936년, 삭주는 요나라에 할양되어 순의군절도가 되어 부경(副京)의 하나인 서경도에 속했다. 오대, 요, 금, 원대에 걸쳐 선양현(鄯陽縣)으로 불렸고 송은 삭녕부(朔寧府)를, 금과 원은 삭주를 설치하였다.
명청대에 삭주는 대동부로 이관되어 중화민국의 성립 때까지 이어졌다. 1912년, 주가 폐지되면서 숴저우는 숴 현(朔県)으로 개칭되어 옌먼 도(雁門道)에 속했지만 도의 폐지에 따라 이듬해 산시 성으로 이관되었다.
중화인민공화국이 성립하면서 처음에는 차하얼 성의 관할이었지만 1952년에 산시 성으로 이관되었다. 1989년 1월 숴 현, 핑루 현, 산인 현을 관할하는 지급시로서 숴저우 시가 성립되었고, 1993년 7월 옌베이 지구의 폐지에 따라 그 관할이었던 옌 현, 유위 현, 화이런 현을 편입하여 현재에 이른다.

## 관광

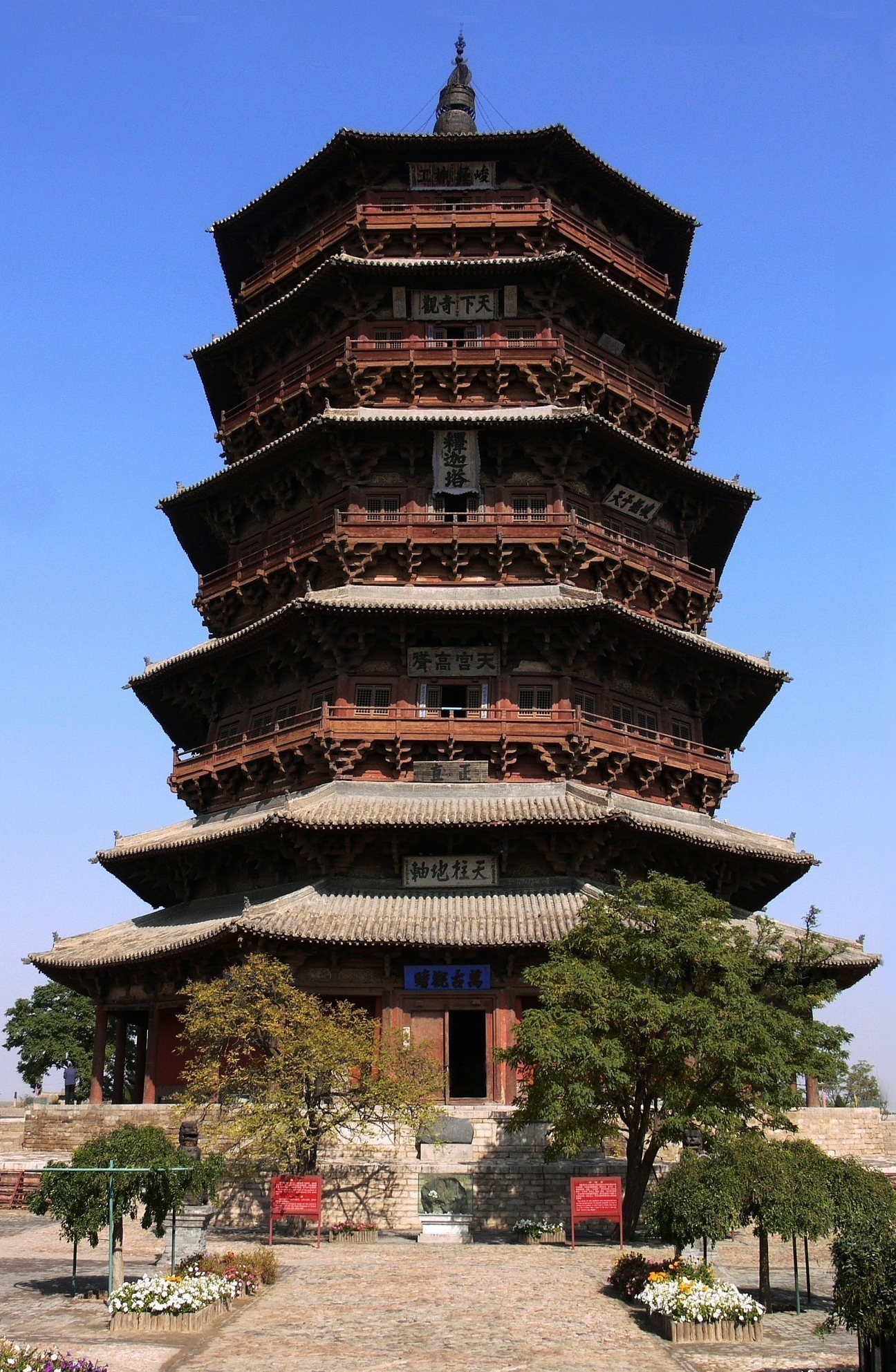
잉현에 잉셴 목탑(중국 최대, 최고의 팔각목탑)

1056년 요나라 때 지어진 잉셴 탑, 서예 박물관, 구석기 유적지가 있다.

## 경제
시의 주요 산업은 석탄 채굴업이고 다른 광물로 철, 보크사이트, 운모, 망간과 흑연이 있다. 다른 경제 부문들로 농업, 화학, 도자기 제조와 어업이 있다.

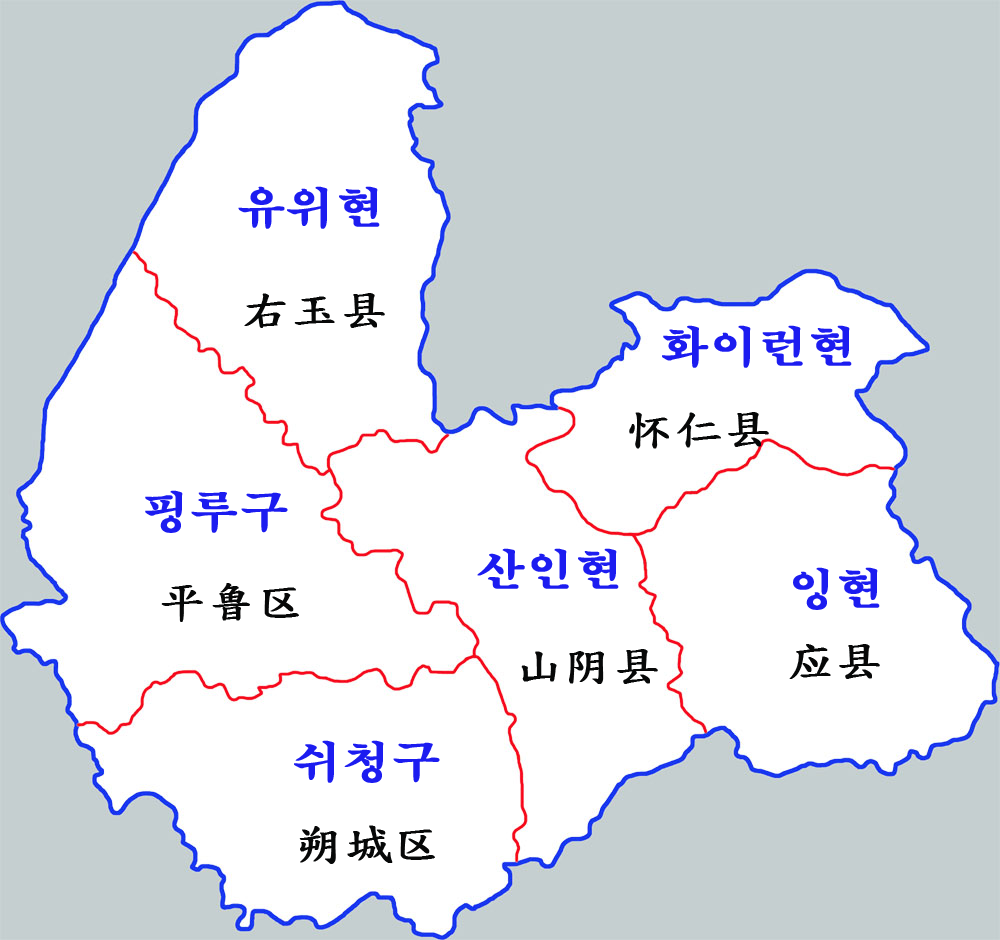
숴저우 시 현급 행정구역도

## 행정 구역
시할구
- 숴청구 (朔城区)
- 핑루구 (平鲁区)

현급시
- 화이런시 (怀仁市)

현
- 산인현 (山阴县)
- 유위현 (右玉县)
- 잉현 (应县)